# Synagoga Wysoka w Pradze
Synagoga Wysoka w Pradze (cz. Vysoká synagoga) – zbudowana w 1568 roku, według planów Pankratiusa Rodera w stylu renesansowym, przy ulicy Červenéj, na praskim Josefovie. Została zbudowana z inicjatywy bogatego filantropa Mordechaja Maisela. Architektonicznie nawiązuje do synagogi Wysokiej w Krakowie.
W 1689 roku, została zniszczona przez Wielki Pożar, po którym natychmiast zrekonstruowano synagogę. Remont przeprowadził Pavel Ignác Bayer. Po kolejnym pożarze z 1784 wyremontowano jedynie uszkodzone wiązania dachu.